# Panorama Percussivo Mundial
Panorama Percussivo Mundial (Percpan) é um festival de música realizado anualmente em Salvador desde 1994, dedicado especialmente a músicos que exploram instrumentos de percussão.
O evento foi concebido pela antropóloga Beth Cayres, depois de assistir a festivais em diversos países. Já na primeira edição do evento, ela conseguiu reunir no palco do Teatro castro Alves, em Salvador, músicos do porte de Harmonites Internacional Steel Orchestra (Antigua), Karnataka (Índia) e os brasileiros Naná Vasconcelos, Carlinhos Brown e Olodum, sob a direção musical de Arrigo Barnabé.
No ano seguinte, Naná Vasconcelos assumiu a direção musical. Em 1996, Gilberto Gil se uniu a Cayres na organização do evento. Somente em 2001 o Percpan não foi realizado em Salvador. naquele ano, as apresentações aconteceram no Marco Zero do Recife. Em algumas ocasiões, a capital baiana dividiu os shows com o Rio de Janeiro (cidade), São Paulo e Paris. 